# Wereldkampioenschap voetbal 1970 (kwalificatie CONMEBOL)
Er hebben zich 10 teams van de CONMEBOL ingeschreven voor de kwalificatie van het Wereldkampioenschap voetbal 1970. De deelnemende landen werden in 3 groepen verdeeld. De groepswinnaars kwalificeerden zich voor het hoofdtoernooi. De kwalificatie duurde van 6 juli tot en met 31 augustus 1969. Topscorer werd Tostão, hij scoorde 10 keer en daarmee maakte hij de meeste goals van alle teams die meededen aan de kwalificatie van dit WK.

## Gekwalificeerde landen

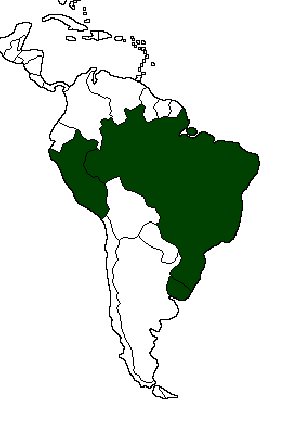
Gekwalificeerde landen

| FIFA-lid | Confederatie | Kwalificatie    | Aantal dln. (inclusief 1970) | Dln. op rij | Eerste dln. | Laatste dln. | Titels (exclusief 1970) | Beste prestatie |
| -------- | ------------ | --------------- | ---------------------------- | ----------- | ----------- | ------------ | ----------------------- | --------------- |
| Peru     | CONMEBOL     | Winnaar groep 1 | 2                            | 1           | 1930        | 1930         | 0                       | Groepsfase      |
| Brazilië | CONMEBOL     | Winnaar groep 2 | 9                            | 9           | 1930        | 1966         | 2                       | Kampioen        |
| Uruguay  | CONMEBOL     | Winnaar groep 3 | 6                            | 3           | 1930        | 1966         | 2                       | Kampioen        |

## Groepen en wedstrijden
Legenda

### Groep 1
Topfavoriet Argentinië begon met twee nederlagen tegen Bolivia en Peru en zat meteen in een kansloze positie. Alle thuiswedstrijden in deze groep werden gewonnen en alles draaide nu om Argentinië en Peru in Buenos Aires, de Argentijnen moesten winnen. Echter, Peru nam tot twee keer toe de leiding en het duel eindigde in een 2-2 gelijkspel. Peru had een talentvolle generatie met een jonge Teófilo Cubillas als smaakmaker en de Braziliaanse ex-wereldkampioen Didi als coach. Voor de Argentijnen was het de eerste en laatste keer dat ze zich niet plaatsten voor een eindronde van een WK, Peru deed voor de eerste keer weer mee sinds 1930.
| Pos | Land       | Wed | Win | Gel | Ver | DV | DT | +/− | Pnt |
| --- | ---------- | --- | --- | --- | --- | -- | -- | --- | --- |
| 1.  | Peru       | 4   | 2   | 1   | 1   | 7  | 4  | +3  | 5   |
| 2.  | Bolivia    | 4   | 2   | 0   | 2   | 5  | 6  | –1  | 4   |
| 3.  | Argentinië | 4   | 1   | 1   | 2   | 4  | 6  | –2  | 3   |

|              |                                 |       |              |                                                    |
| 27 juli 1969 | Bolivia                         | 3 – 1 | Argentinië   | La Paz, Bolivia Scheidsrechter: Sosa Miranda (PAR) |
| 27 juli 1969 | Díaz 18' Blacut 51' Alvarez 70' |       | 43' Tarabini | La Paz, Bolivia Scheidsrechter: Sosa Miranda (PAR) |

|                 |          |       |            |                                            |
| 3 augustus 1969 | Peru     | 1 – 0 | Argentinië | Lima, Peru Scheidsrechter: De Moraes (BRA) |
| 3 augustus 1969 | León 52' |       |            | Lima, Peru Scheidsrechter: De Moraes (BRA) |

|                  |                   |       |        |                                                 |
| 10 augustus 1969 | Bolivia           | 2 – 1 | Peru   | La Paz, Bolivia Scheidsrechter: Chechelev (VEN) |
| 10 augustus 1969 | Alvarez Chumpitaz |       | Challe | La Paz, Bolivia Scheidsrechter: Chechelev (VEN) |

|                  |                                             |       |         |                                          |
| 17 augustus 1969 | Peru                                        | 3 – 0 | Bolivia | Lima, Peru Scheidsrechter: Ramirez (COL) |
| 17 augustus 1969 | Cubillas 36' Cruzado 40' (pen) Gallardo 58' |       |         | Lima, Peru Scheidsrechter: Ramirez (COL) |

|                  |                    |       |         |                                                           |
| 24 augustus 1969 | Argentinië         | 1 – 0 | Bolivia | Buenos Aires, Argentinië Scheidsrechter: Pena Rocha (URU) |
| 24 augustus 1969 | Albrecht 62' (pen) |       |         | Buenos Aires, Argentinië Scheidsrechter: Pena Rocha (URU) |

|                  |                        |       |                  |                                                     |
| 31 augustus 1969 | Argentinië             | 2 – 2 | Peru             | Buenos Aires, Argentinië Scheidsrechter: Diaz (CHI) |
| 31 augustus 1969 | Albrecht 80' Rendo 89' |       | 70', 81' Ramírez | Buenos Aires, Argentinië Scheidsrechter: Diaz (CHI) |

### Groep 2
Na de blamage van het WK in 1966 (als tweevoudig regerend wereldkampioen in de eerste ronde uitgeschakeld) moest Brazilië voor de eerste keer sinds 1957 kwalificatiewedstrijden spelen. Het land plaatste zich op een overtuigende manier met zes overwinningen en met veel jonge aanvallende spelers: Tostão, Jairzinho, Rivellino en Gérson. Ze werden aangevuld door de nog steeds maar 29 jaar oude Pelé, die in de laatste wedstrijd tegen Paraguay het enige doelpunt scoorde. Grote man in de kwalificatie was Tostão, de witte Pelé die liefst tien treffers scoorde. Brazilië was samen met Engeland en West-Duitsland de grote favoriet voor de titel.
| Pos | Land      | Wed | Win | Gel | Ver | DV | DT | +/− | Pnt |
| --- | --------- | --- | --- | --- | --- | -- | -- | --- | --- |
| 1.  | Brazilië  | 6   | 6   | 0   | 0   | 23 | 2  | +21 | 12  |
| 2.  | Paraguay  | 6   | 4   | 0   | 2   | 6  | 5  | +1  | 8   |
| 3.' | Colombia  | 6   | 1   | 1   | 4   | 7  | 12 | –5  | 3   |
| 4.  | Venezuela | 6   | 0   | 1   | 5   | 1  | 18 | –17 | 1   |

|              |                                     |       |           |                                                   |
| 27 juli 1969 | Colombia                            | 3 – 0 | Venezuela | Bogota, Colombia Scheidsrechter: Murgueytio (ECU) |
| 27 juli 1969 | González 34', 56' Segrera 76' (pen) |       |           | Bogota, Colombia Scheidsrechter: Murgueytio (ECU) |

|                 |             |       |            |                                                        |
| 2 augustus 1969 | Venezuela   | 1 – 1 | Colombia   | Caracas, Venezuela Scheidsrechter: Ortube Vargas (BOL) |
| 2 augustus 1969 | Mendoza 55' |       | 61' Tamayo | Caracas, Venezuela Scheidsrechter: Ortube Vargas (BOL) |

|                 |          |                 |          |                                                     |
| 6 augustus 1969 | Colombia | 0 – 2           | Brazilië | Bogota, Colombia Scheidsrechter: Tejada Burga (PER) |
| 6 augustus 1969 |          | 37', 44' Tostão |          | Bogota, Colombia Scheidsrechter: Tejada Burga (PER) |

|                 |           |                    |          |                                                  |
| 6 augustus 1969 | Venezuela | 0 – 2              | Paraguay | Caracas, Venezuela Scheidsrechter: Palacio (CHI) |
| 6 augustus 1969 |           | 38' Rojas 53' Sosa |          | Caracas, Venezuela Scheidsrechter: Palacio (CHI) |

|                  |          |              |          |                                                |
| 10 augustus 1969 | Colombia | 0 – 1        | Paraguay | Bogota, Colombia Scheidsrechter: Pedraza (PER) |
| 10 augustus 1969 |          | 57' Martínez |          | Bogota, Colombia Scheidsrechter: Pedraza (PER) |

|                  |           |                                    |          |                                                   |
| 10 augustus 1969 | Venezuela | 0 – 5                              | Brazilië | Caracas, Venezuela Scheidsrechter: Villacis (ECU) |
| 10 augustus 1969 |           | 60', 72', 74' Tostão 71', 75' Pelé |          | Caracas, Venezuela Scheidsrechter: Villacis (ECU) |

|                  |          |                                          |          |                                                 |
| 17 augustus 1969 | Paraguay | 0 – 3                                    | Brazilië | Asunción, Paraguay Scheidsrechter: Conley (CHI) |
| 17 augustus 1969 |          | 70' (e.d.) Mendoza 81' Jairzinho 90' Edu |          | Asunción, Paraguay Scheidsrechter: Conley (CHI) |

|                  |                                                             |       |                      |                                                                              |
| 21 augustus 1969 | Brazilië                                                    | 6 – 2 | Colombia             | Rio de Janeiro, Brazilië Toeschouwers: 99.947 Scheidsrechter: Comesana (ARG) |
| 21 augustus 1969 | Tostão 15', 40' Edu 48' Pelé 60' Rivelino 86' Jairzinho 88' |       | 18' Mesa 89' Gallego | Rio de Janeiro, Brazilië Toeschouwers: 99.947 Scheidsrechter: Comesana (ARG) |

|                  |          |       |           |                                                |
| 21 augustus 1969 | Paraguay | 1 – 0 | Venezuela | Asunción, Paraguay Scheidsrechter: Otero (URU) |
| 21 augustus 1969 | Gimenez  |       |           | Asunción, Paraguay Scheidsrechter: Otero (URU) |

|                  |                                                  |       |           |                                                              |
| 24 augustus 1969 | Brazilië                                         | 6 – 0 | Venezuela | Rio de Janeiro, Brazilië Scheidsrechter: Ortube Vargas (BOL) |
| 24 augustus 1969 | Tostão 3', 22', 24' Jairzinho 30' Pelé 45' (pen) |       |           | Rio de Janeiro, Brazilië Scheidsrechter: Ortube Vargas (BOL) |

|                  |                |       |                   |                                                     |
| 24 augustus 1969 | Paraguay       | 2 – 1 | Colombia          | Ascuncion, Paraguay Scheidsrechter: Pestarino (ARG) |
| 24 augustus 1969 | Arrúa 38', 49' |       | 83' (pen) Segrera | Ascuncion, Paraguay Scheidsrechter: Pestarino (ARG) |

|                  |          |       |          |                                                              |
| 31 augustus 1969 | Brazilië | 1 – 0 | Paraguay | Rio de Janeiro, Brazilië Scheidsrechter: Ramón Barreto (URU) |
| 31 augustus 1969 | Pelé 68' |       |          | Rio de Janeiro, Brazilië Scheidsrechter: Ramón Barreto (URU) |

### Groep 3
Uruguay leek met Chili een geduchte tegenstander in de kwalificatie te hebben maar plaatste zich met ruim verschil voor de eindronde.
| Pos | Land    | Wed | Win | Gel | Ver | DV | DT | +/− | Pnt |
| --- | ------- | --- | --- | --- | --- | -- | -- | --- | --- |
| 1.  | Uruguay | 4   | 3   | 1   | 0   | 5  | 0  | +5  | 7   |
| 2.  | Chili   | 4   | 1   | 2   | 1   | 5  | 4  | +1  | 4   |
| 3.  | Ecuador | 4   | 0   | 1   | 3   | 2  | 8  | –6  | 1   |

|             |         |                      |         |                                                               |
| 6 juli 1969 | Ecuador | 0 – 2                | Uruguay | Guayaquil, Ecuador Scheidsrechter: Romualdo Arppi Filho (BRA) |
| 6 juli 1969 |         | 31' Bareño 60' Zubía |         | Guayaquil, Ecuador Scheidsrechter: Romualdo Arppi Filho (BRA) |

|              |       |       |         |                                                 |
| 13 juli 1969 | Chili | 0 – 0 | Uruguay | Santiago, Chili Scheidsrechter: Bossolino (ARG) |
| 13 juli 1969 |       |       |         | Santiago, Chili Scheidsrechter: Bossolino (ARG) |

|              |             |       |         |                                                  |
| 20 juli 1969 | Uruguay     | 1 – 0 | Ecuador | Montevideo, Uruguay Scheidsrechter: Osorio (PAR) |
| 20 juli 1969 | Ancheta 76' |       |         | Montevideo, Uruguay Scheidsrechter: Osorio (PAR) |

|              |                                               |       |           |                                               |
| 27 juli 1969 | Chili                                         | 4 – 1 | Ecuador   | Santiago, Chili Scheidsrechter: Ramírez (COL) |
| 27 juli 1969 | Olivares 55' Valdéz 62', 86' Tobar 79' (e.d.) |       | 89' Lasso | Santiago, Chili Scheidsrechter: Ramírez (COL) |

|                 |               |       |              |                                                  |
| 3 augustus 1969 | Ecuador       | 1 – 1 | Chili        | Guayaquil, Ecuador Scheidsrechter: Angeles (PER) |
| 3 augustus 1969 | Rodríguez 16' |       | 58' Olivares | Guayaquil, Ecuador Scheidsrechter: Angeles (PER) |

|                  |                      |       |       |                                                   |
| 10 augustus 1969 | Uruguay              | 2 – 0 | Chili | Montevideo, Uruguay Scheidsrechter: Marques (BRA) |
| 10 augustus 1969 | Cortés 44' Rocha 90' |       |       | Montevideo, Uruguay Scheidsrechter: Marques (BRA) |